# Augusto Ichisato
Augusto Ichisato (nacido el 18 de abril de 1985 en Passo Fundo, Brasil) es un luchador brasileño de jiu-jitsu, compitiendo en la división de peso pesado masculino de la Federación Internacional de Jiu-Jitsu Brasileño.

## Carrera
Augusto comenzó su primer entrenamiento de jiu-jitsu a los 27 años, en 2012, en la parte trasera de la heladería de su familia, dirigida por su hermano menor y cinturón azul en ese momento, Ricardo Ichisato. Aunque la heladería quebró, el Jiu-Jitsu continuó siendo una parte importante de su vida hasta el día de hoy. Su primera escuela de jiu-jitsu brasileño fue con el cinturón negro Vinicius Maximo (ATOS jiu-jitsu) en la ciudad de Araraquara, São Paulo, Brasil.
El año de 2022, obtuvo su cinturón negro de manos del instructor Luiz Guilherme "Guigo".
En 2016, Augusto hizo su debut en la IBJJF, alcanzando el segundo lugar en el Campeonato Sudamericano de Jiu-Jitsu en la categoría Master 1, con cinturón azul y peso semipesado.
En 2018, Augusto se coronó campeón del Campeonato Pan IBJJF Jiu-Jitsu en la categoría Master 1, cinturón morado, peso pesado. En ese mismo año, también ganó el título del Campeonato Brasileño de Jiu-Jitsu 2018 en la categoría Master 1, cinturón morado, peso pesado. Además, obtuvo el segundo lugar en el Campeonato Sudamericano de Jiu-Jitsu 2018 en la categoría Master 1, cinturón morado, peso pesado.
En 2022, Augusto se consagró campeón del Campeonato São Paulo International Open IBJJF Jiu-Jitsu en la categoría Master 2, cinturón marrón, en la división absoluta. También logró un meritorio tercer lugar en la categoría de peso pesado en ese mismo campeonato.

## Vida personal
En diciembre de 2007, Augusto se graduó como ingeniero en alimentos de la Universidad Estadual Paulista (Unesp). Combinando su pasión por el jiu-jitsu y su formación académica, Augusto ha logrado destacarse tanto en su carrera profesional como en el mundo del jiu-jitsu.